# Église Saint-Pierre-et-Saint-Paul de Kazan
Pour les articles homonymes, voir Église Saint-Pierre-et-Saint-Paul.

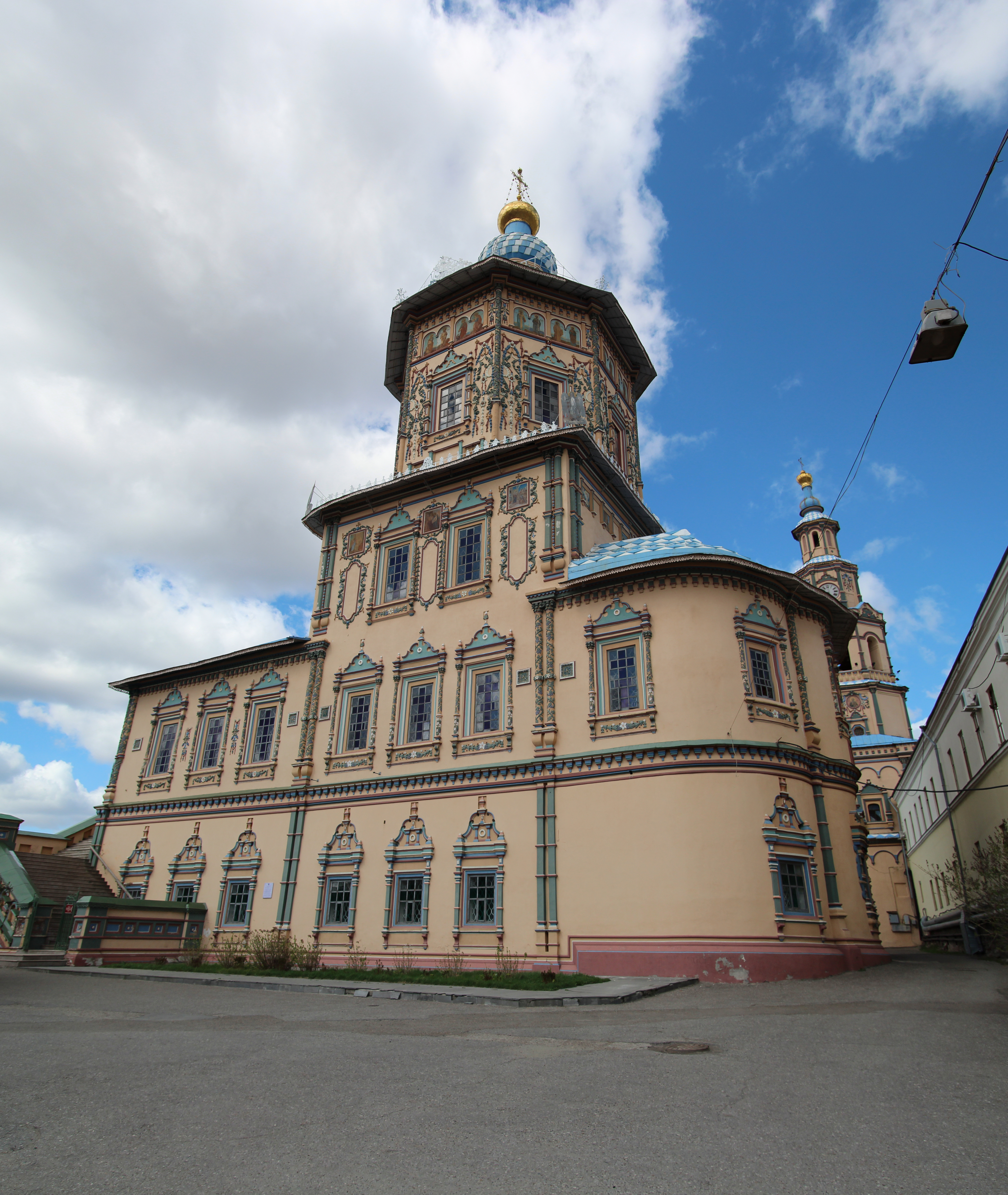
Vue de l’une des tours de l’église

L’église Saint-Pierre-et-Saint-Paul est une église orthodoxe baroque située dans la vieille ville de Kazan en Russie.